# Omikron1 Eridani
Omikron¹ Eridani (Beid, ο¹ Eri) – gwiazda w gwiazdozbiorze Erydanu, odległa od Słońca o około 122 lata świetlne.

## Nazwa
Tradycyjna nazwa gwiazdy, Beid, wywodzi się od arabskiego ‏بيض‎ Baīḍ, co oznacza „jajo” i, podobnie jak nazwa sąsiedniej gwiazdy Keid („skorupy jaj”), nawiązuje do arabskiego wyobrażenia strusiego gniazda. Międzynarodowa Unia Astronomiczna zatwierdziła użycie nazwy Beid dla określenia tej gwiazdy.

## Charakterystyka
Omikron¹ Eridani jest białym olbrzymem należącym do typu widmowego F0. Na niebie znajduje się blisko gwiazdy Omikron² Eridani, jednak w przestrzeni są one bardzo odległe – druga gwiazda znajduje się ponad 7 razy bliżej Ziemi. Beid jest 28 razy jaśniejszy niż Słońce i ma 3,5 raza większą średnicę, ma temperaturę fotosfery równą 7100 K.
Jest to gwiazda zmienna typu Delta Scuti, charakteryzująca się pulsacjami, które skutkują zmianami jasności o kilka procent (niedostrzegalnymi gołym okiem). Główny okres pulsacji jest równy 1,8 godziny, ale obserwowane są także zmiany o okresie 3,5 godziny i inne, mniej pewne. Gwiazda stanie się w przyszłości chłodniejszym czerwonym olbrzymem i te pulsacje zanikną.